# کیلگران
کیلگران (به انگلیسی: Cilgerran) یک شهرک در ولز است که در پمبروکشر واقع شده‌است. کیلگران ۱٬۵۰۷ نفر جمعیت دارد.

## نگارخانه

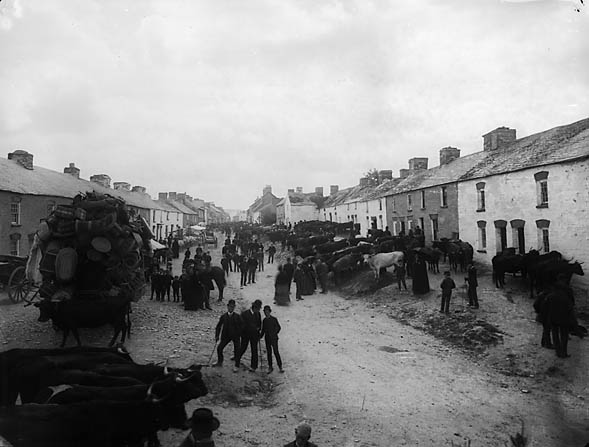
۱۸۸۵
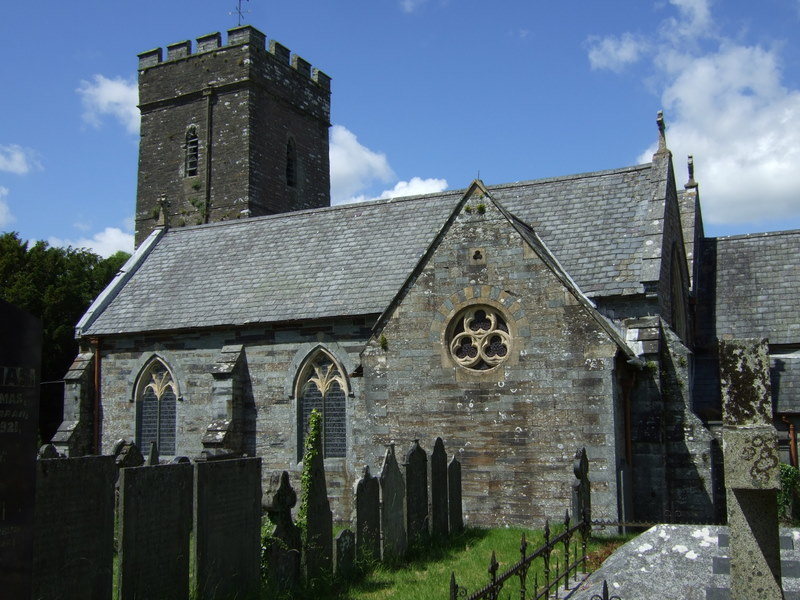
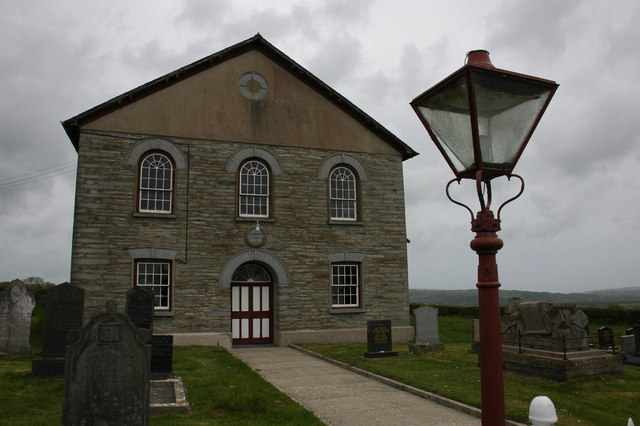